# بوردتلا
بوردتلا (Bordetella) یک سرده از کوکوباسیل‌های گرم منفی با اندازهٔ کوچک (۰٫۲–۰٫۷ میکرومتر) از شاخهٔ پروتئوباکتریا است. گونه‌های بوردتلا، به استثنای B. petrii، هوازی اجباری هستند، همچنین بسیار سخت‌گیرند یا کشت آن‌ها دشوار است. همگی گونه‌ها می‌توانند انسان را آلوده کنند. سه گونهٔ توصیف شدهٔ نخست از آن‌ها (B. pertussis , B. parapertussis , B. bronchiseptica) گاه «گونه‌های کلاسیک» نامیده می‌شوند. دو مورد از این‌ها (B. bronchiseptica و B. pertussis) متحرک هستند.
B. pertussis و گاهی B. parapertussis باعث سیاه‌سرفه یا پرتوسیس در انسان می‌شوند و برخی از گونه‌های B. parapertussis می‌توانند گوسفند را آلوده کنند. B. bronchiseptica به ندرت انسان‌های سالم را مبتلا می‌کند، اگرچه بیماری در بیماران دچار نقص ایمنی گزارش شده‌است. B. bronchiseptica باعث بیماری‌های متعددی در سایر پستانداران می‌شود، از جمله رینیت آتروفیک در خوک. سایر اعضای این سرده باعث ایجاد بیماری‌های مشابه در سایر پستانداران و در پرندگان می‌شوند (B. hinzii و B. avium).